# Campinápolis
Campinápolis – miasto i gmina w Brazylii, w stanie Mato Grosso.